# 今川町 (刈谷市)
今川町（いまがわちょう）は、愛知県刈谷市の町名。現行行政地名は今川町1丁目から今川町4丁目と25つの小字。

## 地理

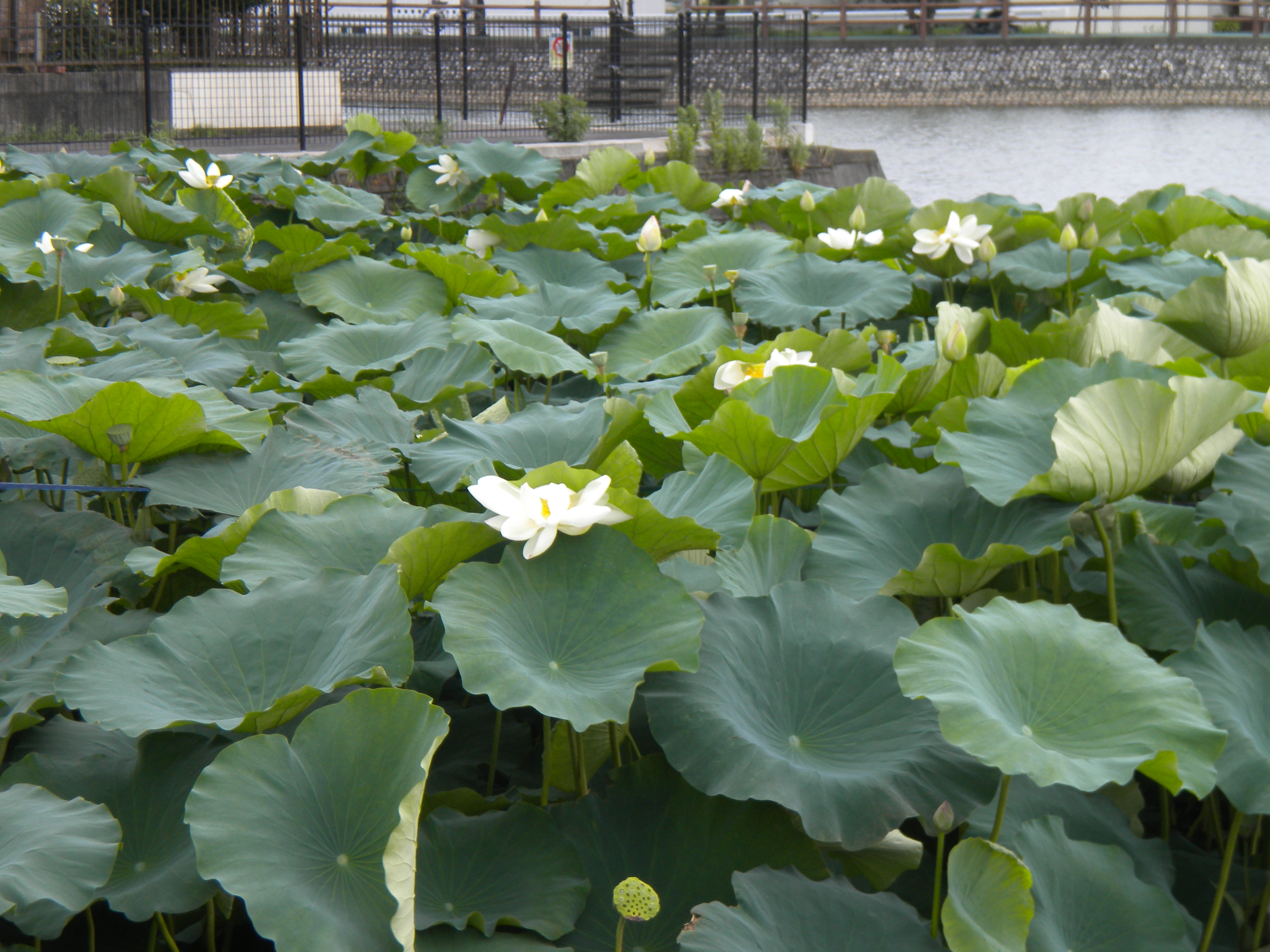
花池

刈谷市の北部の町、旧・富士松村の中心地に位置する。東は今岡町、西は泉田町、南は一ツ木町・築地町、北は西境町・豊明市阿野町に接する。かつてはお富士の松が植わっていた。

### 地形
河川
- 境川
- 逢妻川

湖沼
- 花池

面積約15,000m2の農業用ため池である花池は、蓮の花で知られる。蓮の花は毎年通常7月末ごろから咲き始め、9月上旬まで咲いている。2007年（平成19年）から急に蓮の花が咲かなくなり、葉も見せなくなり、連作障害・病気・ミドリガメによる被害などが指摘されたが、2009年（平成21年）には再び開花するようになった。

### 世帯数と人口
2019年（令和元年）6月1日時点の世帯数と人口は以下の通りである。
| 町丁・丁目  | 世帯数    | 人口    |
| ----------- | --------- | ------- |
| 今川町      | 1,731世帯 | 3,837人 |
| 今川町1丁目 | 127世帯   | 296人   |
| 今川町2丁目 | 125世帯   | 285人   |
| 今川町3丁目 | 121世帯   | 288人   |
| 今川町4丁目 | 47世帯    | 136人   |
| 計          | 2,151世帯 | 4,842人 |

### 人口の変遷
国勢調査による人口の推移
| 1995年（平成7年）  | 4,293人 | [ 7 ]  |  |
| 2000年（平成12年） | 4,246人 | [ 8 ]  |  |
| 2005年（平成17年） | 4,322人 | [ 9 ]  |  |
| 2010年（平成22年） | 4,516人 | [ 10 ] |  |
| 2015年（平成27年） | 4,708人 | [ 11 ] |  |

## 歴史
いも川（芋川）が転訛して今川という地名になったとされている。
江戸時代は、東海道の間の宿として賑わい、碧海郡今川村として存在していた。それ以前は現在隣接する泉田町（泉田村）の一角に位置していたが、東海道開通に伴い同町が賑わい独立し、現在の姿となっている。1878年（明治11年）に逢見村の一部となった。
1971年度（昭和46年度）から1993年度（平成5年度）まで、衣浦東部都市計画事業刈谷富士松土地区画整理事業が実施された。施行面積は18.6ha、権利者数は276人（事業認可当初）、総事業費は27億2500万円。

### 沿革
- 1930年（昭和5年） - 大中肇の設計で鉄筋コンクリート造の富士松村役場（後の刈谷市役所富士松支所）が竣工[13]。
- 1953年（昭和28年） - 刈谷市立富士松南保育園が開園[14]。
- 1964年（昭和39年）10月2日 - 国道1号を1964年東京オリンピックの聖火リレーが通過。
- 1970年（昭和45年） - 刈谷市立富士松南幼稚園が開園[15]。
- 1970年（昭和45年）4月1日 - （大字）逢見の一部より、今川町が成立[1]。
- 1980年（昭和55年） - 国道1号に今川町地下道が開通[16]。
- 1984年（昭和59年） - 刈谷市役所富士松支所を建て替え、富士松支所と刈谷市富士松市民センターの複合施設が開館[17]。
- 1988年（昭和63年） - 今岡町と境界を変更[1]。
- 1993年（平成5年）5月22日 - 1〜4丁目を新設[12]。

### 行政区の変遷
| 郡     | 明治1年-明治21年 | 明治1年-明治21年    | 明治22年 | 明治23年-明治45年   | 明治23年-明治45年     | 大正1年-大正15年 | 昭和1年-昭和64年    | 平成1年-現在 |
| 碧海郡 | 泉田村           | 明治11年合併 逢見村 | 逢見村   | 逢見村              | 明治39年合併 富士松村 | 富士松村         | 昭和30年合併 刈谷市 | 刈谷市       |
| 碧海郡 | 今岡村           | 明治11年合併 逢見村 | 逢見村   | 逢見村              | 明治39年合併 富士松村 | 富士松村         | 昭和30年合併 刈谷市 | 刈谷市       |
| 碧海郡 | 今川村           | 明治11年合併 逢見村 | 逢見村   | 逢見村              | 明治39年合併 富士松村 | 富士松村         | 昭和30年合併 刈谷市 | 刈谷市       |
| 碧海郡 | 一ツ木村         | 一ツ木村            | 一ツ木村 | 一ツ木村            | 明治39年合併 富士松村 | 富士松村         | 昭和30年合併 刈谷市 | 刈谷市       |
| 碧海郡 | 築地村           | 築地村              | 一ツ木村 | 一ツ木村            | 明治39年合併 富士松村 | 富士松村         | 昭和30年合併 刈谷市 | 刈谷市       |
| 碧海郡 | 井ヶ谷村         | 井ヶ谷村            | 境村     | 境村                | 明治39年合併 富士松村 | 富士松村         | 昭和30年合併 刈谷市 | 刈谷市       |
| 碧海郡 | 西境村           | 西境村              | 境村     | 境村                | 明治39年合併 富士松村 | 富士松村         | 昭和30年合併 刈谷市 | 刈谷市       |
| 碧海郡 | 東境村           | 東境村              | 境村     | 明治24年分村 東境村 | 明治39年合併 富士松村 | 富士松村         | 昭和30年合併 刈谷市 | 刈谷市       |

### 芋川うどん
江戸時代、東海道の芋川に立場（休憩所）があり、平打ちのうどんが名物であった。その芋川うどんが西に伝わってきしめんと、東に伝わってひもかわと呼ばれるようになったとされる。この「芋川」の位置は現在の今川町にあたる説が有力であるが、同町のほか、隣の今岡町や一里山町ではないか、とする研究者もいる。

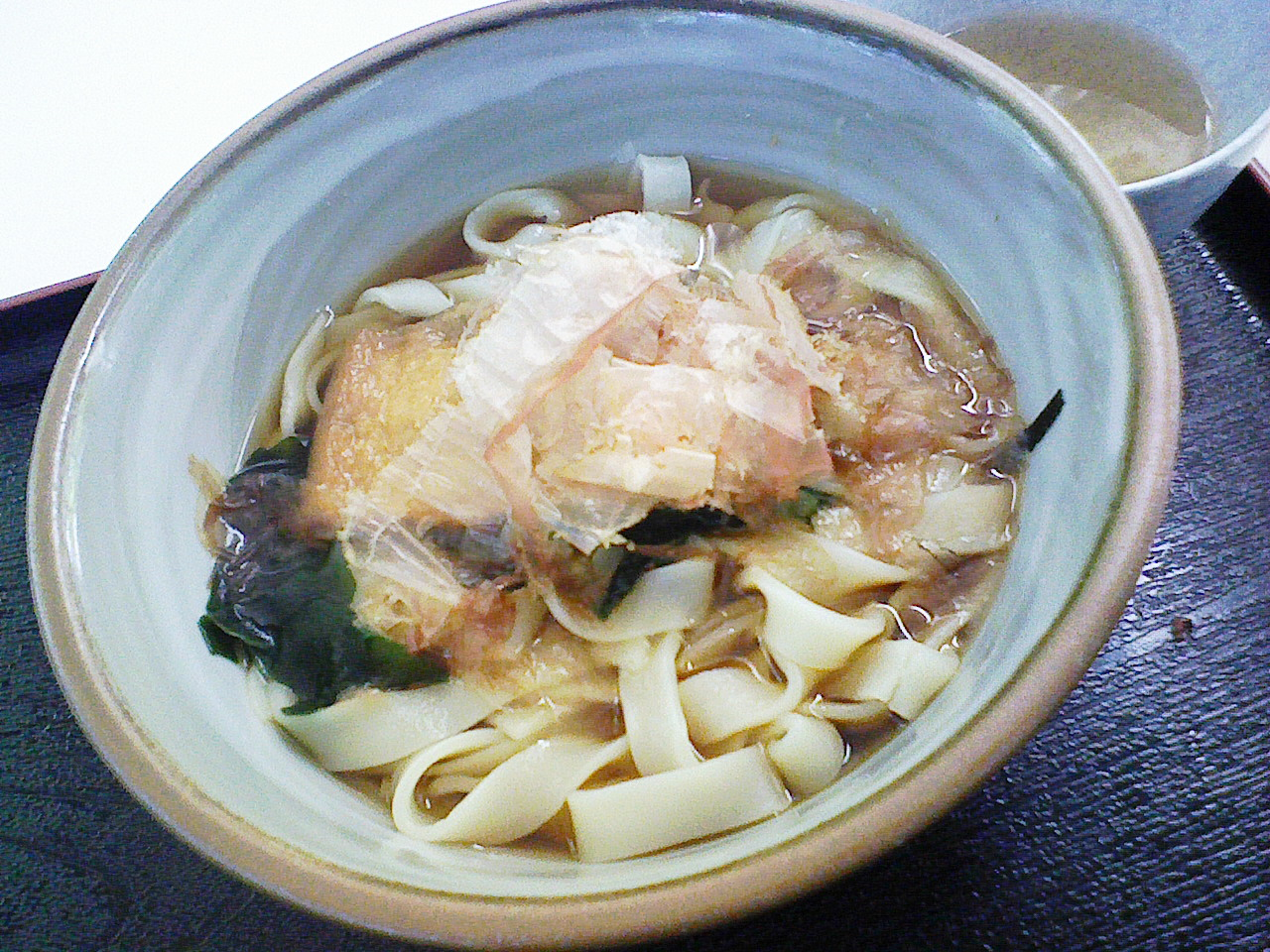
現在の形のきしめん

## 教育

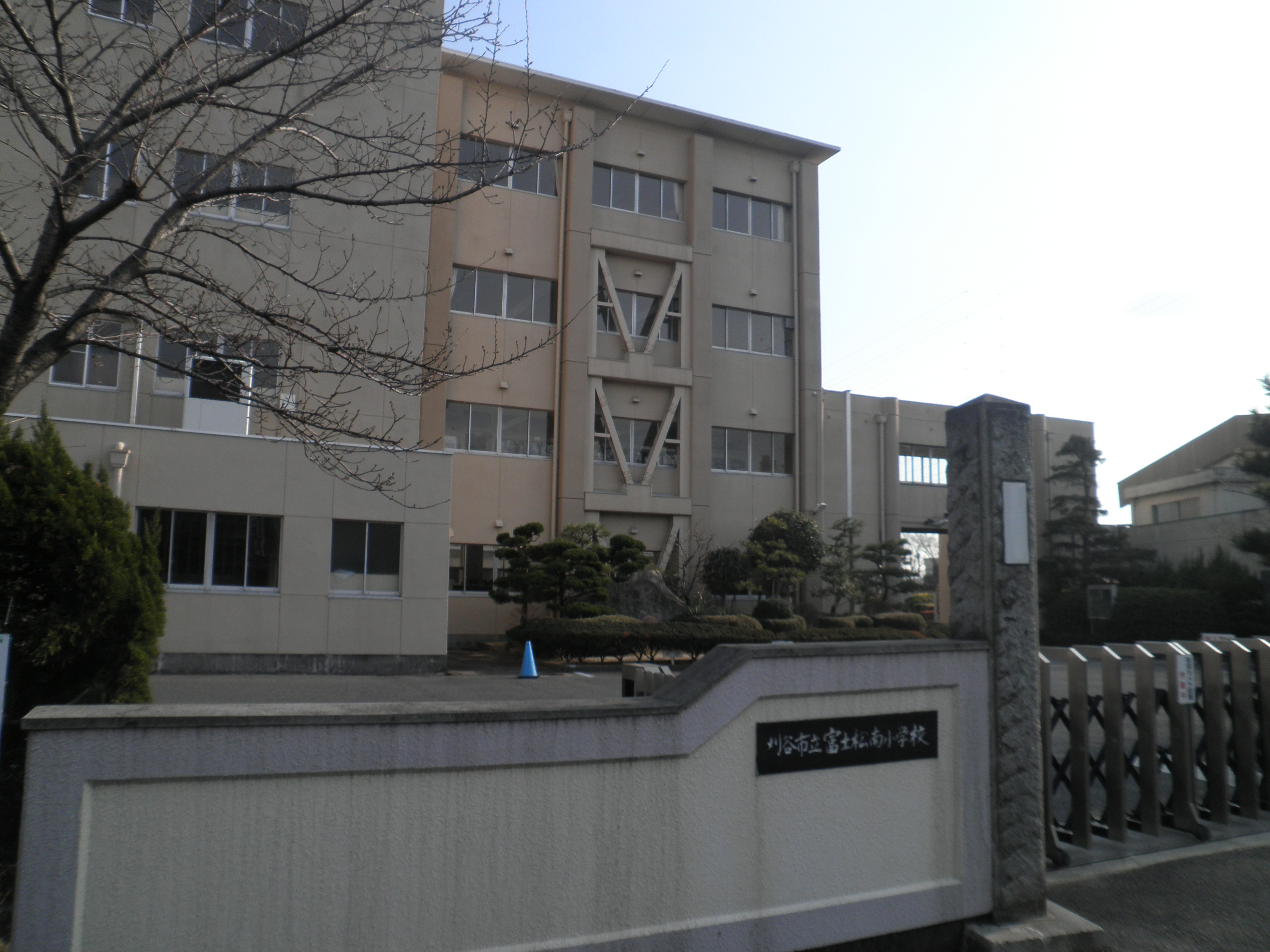
刈谷市立富士松南小学校

- 刈谷市立富士松幼稚園
- 刈谷市立富士松保育園
- 刈谷市立富士松南小学校

### 学区
市立小・中学校に通う場合、学区は以下の通りとなる。また、公立高等学校に通う場合の学区は以下の通りとなる。
| 町丁・丁目  | 番・番地等 | 小学校                 | 中学校               | 高等学校 |
| ----------- | ---------- | ---------------------- | -------------------- | -------- |
| 今川町      | 全域       | 刈谷市立富士松南小学校 | 刈谷市立富士松中学校 | 尾張学区 |
| 今川町1丁目 | 全域       | 刈谷市立富士松南小学校 | 刈谷市立富士松中学校 | 尾張学区 |
| 今川町2丁目 | 全域       | 刈谷市立富士松南小学校 | 刈谷市立富士松中学校 | 尾張学区 |
| 今川町3丁目 | 全域       | 刈谷市立富士松南小学校 | 刈谷市立富士松中学校 | 尾張学区 |
| 今川町4丁目 | 全域       | 刈谷市立富士松南小学校 | 刈谷市立富士松中学校 | 尾張学区 |

## 交通
鉄道
- 名鉄名古屋本線
  - 富士松駅

バス
- 名鉄バス刈谷・愛教大線（富士松駅）

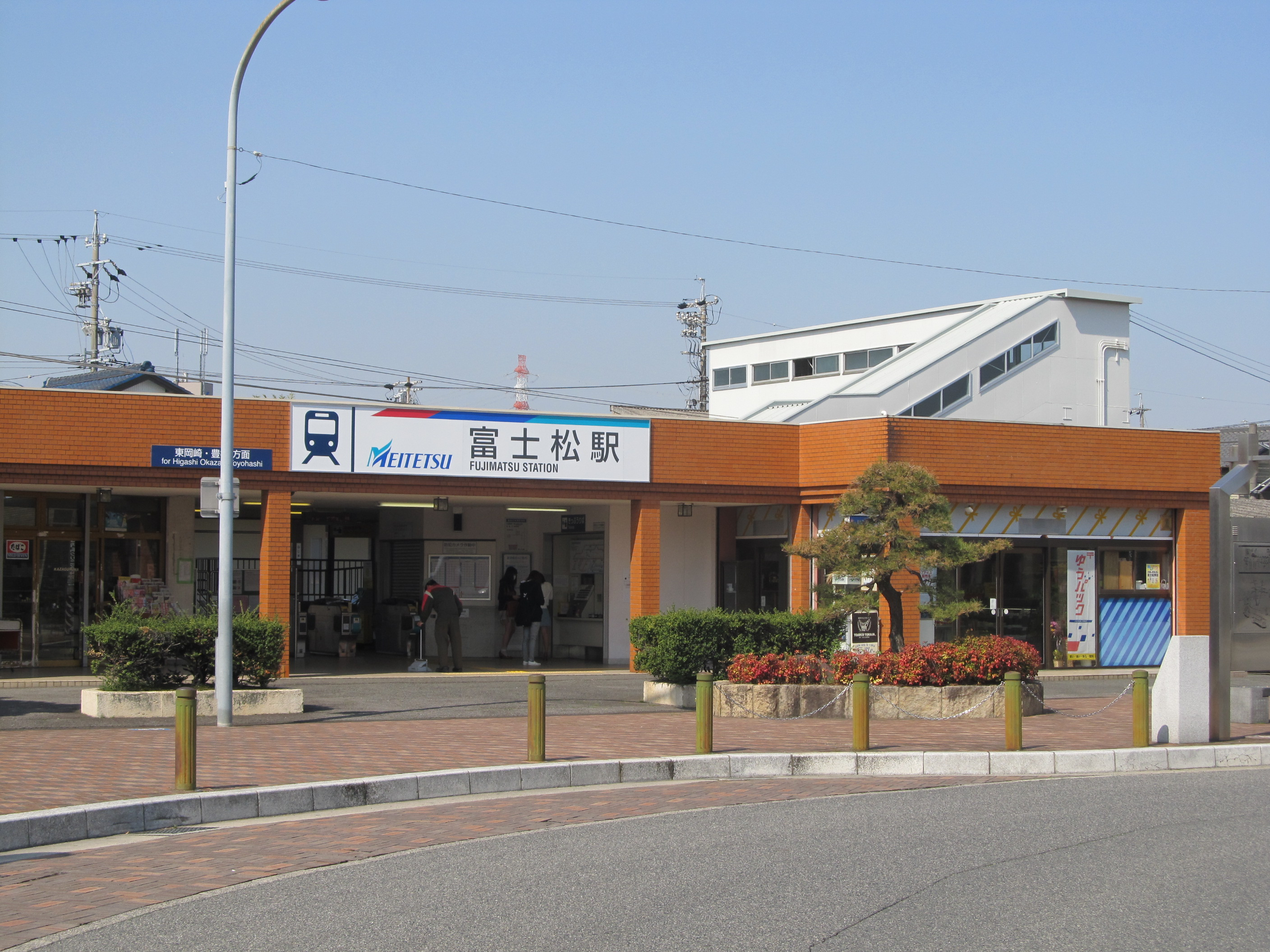
富士松駅

- 刈谷市公共施設連絡バス西境線（今川市民館、富士松駅、今川町山ノ端）

道路
- 国道1号
- 国道23号（知立バイパス）
- 愛知県道282号今川刈谷停車場線
- 愛知県道289号富士松停車場線
- 旧東海道

## 施設
- 富士塚公園 - 公園分類は街区公園。名鉄名古屋本線を見晴らせる。近くには初代お富士の松が植わっていた場所がある。
- 今川八幡公園 - 愛知県道282号今川刈谷停車場線の北側にある。
- 刈谷市富士松市民センター - 刈谷市役所富士松支所と公民館、児童館、老人センターが併設されている。鉄筋コンクリート造、3階建て。
- 富士松郵便局 - 集配局は刈谷郵便局[22]。
- 碧海信用金庫富士松支店
- 西尾信用金庫富士松支店

## 名所・旧跡

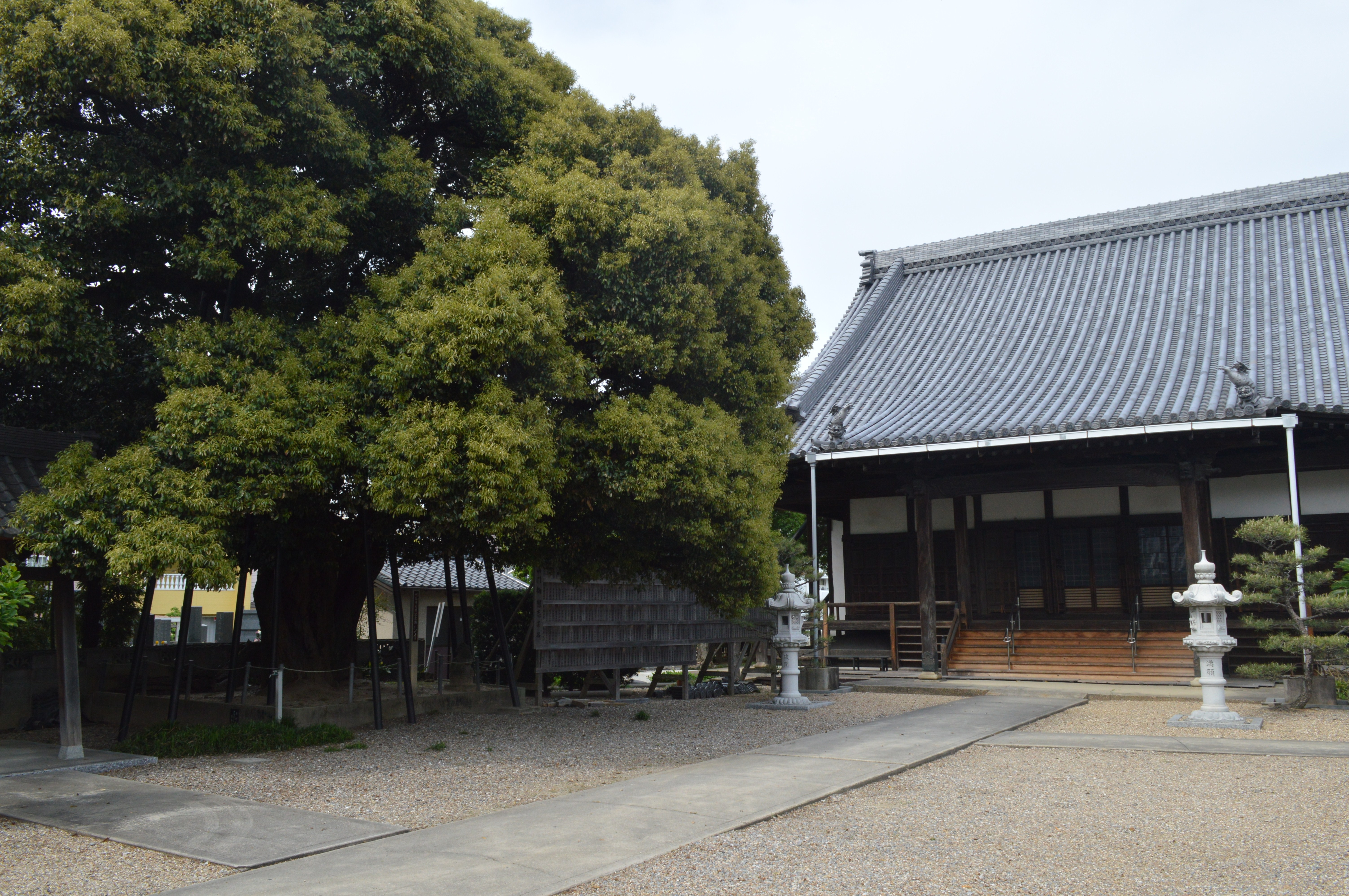
乗蓮寺

- 乗蓮寺 - 真宗大谷派の寺院。「乗蓮寺のスダジイ」は刈谷市指定天然記念物。
- 今川八幡宮 - 創建は元禄元年（1688年）から元文元年（1736年）頃。社地はかつて田地池（現在の今川八幡公園の場所）にあったが、1972年（昭和47年）に愛知県道282号今川刈谷停車場線が拡幅される決定がなされたことから、1973年（昭和48年）に現在地に移転した。この際には旧本殿が刈谷市小垣江町の龍江寺に移築され、新たに社殿が建設された。